# Cabana de volta (Sant Martí de Riucorb)
La Cabana de volta és una obra de Sant Martí de Riucorb (Urgell) inclosa a l'Inventari del Patrimoni Arquitectònic de Catalunya.

## Descripció
És un exemple de cabana de volta típica de l'arquitectura popular. Tradicionalment, la part més vista és l'entrada principal perquè la resta de l'estructura està endinsada dins un marge de terra. Ens trobem davant un tipus d'arquitectura inserida perfectament en el seu context ambiental de tal manera que a vegades passen desapercebudes.
S'estructura a partir d'una falsa volta apuntada que exteriorment es tradueix en una coberta de dues vessants. La porta d'accés és rectangular i es distingeixen perfectament les diferents etapes constructives i reformes que ha patit la cabana.